# Saint-Bauzile (Lozère)
Saint-Bauzile  (okcitán nyelven Sant-Bauzile) község Franciaország déli részén, Lozère megyében. 2011-ben 639 lakosa volt.

## Fekvése
Saint-Bauzile a Bramont és a Nize összefolyásánál fekszik, 760 méteres (a községterület 687-1110 méteres) tengerszint feletti magasságban, Mende-tól 13 km-re délre. Északról a Causse de Mende, nyugatról a Causse de Sauveterre 1000-1100 méter magas mészkőfennsíkjai, keletről pedig a Truc de Balduc különálló orma (1104 m) övezi. A Mende-i állami erdő (melyet a Causse de Mende újraerdősítésével hoztak létre) déli része is a községhez tartozik. A községterület 51%-át (1501 hektár) erdő borítja.
Nyugatról Balsièges, északról Mende, keletről Brenoux, délkeletről Saint-Étienne-du-Valdonnez, délről Ispagnac, délnyugatról pedig Sainte-Énimie községekkel határos.
A község területén áthalad az N106-os főút, mely Balsièges (6 km), valamint az 1046 méter magas Montmirat-hágón keresztül Florac (28,5 km) felé teremt összeköttetést. A Nize-völgy községeivel és a Loubière-hágón (1181 m) keresztül Bagnols-les-Bains-el (19 km) a D41-es megyei út köti össze.
A községhez tartozik Le Falisson, Les Fonts, Montialoux, Rouffiac, valamint a lakatlan Gerbal település.

## Története
A falu első említése a 13. századból származik, de Montialoux vára már 1166-ban állt.
Saint-Bauzile a történelmi Gévaudan tartományhoz tartozott. A korábban csökkenő népességű falu lakosságszáma az 1970-es évek óta újra növekszik, a közeli megyeszékhelyről ideköltözők révén. 2000 óta az 5 községet tömörítő Valdonnezi Településtársulás központja.

### Demográfia
| Év   | Lakosság |
| ---- | -------- |
| 1793 | 650      |
| 1851 | 527      |
| 1876 | 509      |
| 1901 | 516      |
| 1936 | 330      |

| Év   | Lakosság |
| ---- | -------- |
| 1946 | 258      |
| 1954 | 250      |
| 1962 | 241      |
| 1968 | 247      |

| Év   | Lakosság |
| ---- | -------- |
| 1975 | 256      |
| 1982 | 357      |
| 1990 | 472      |
| 1999 | 504      |
| 2010 | 609      |

## Nevezetességei

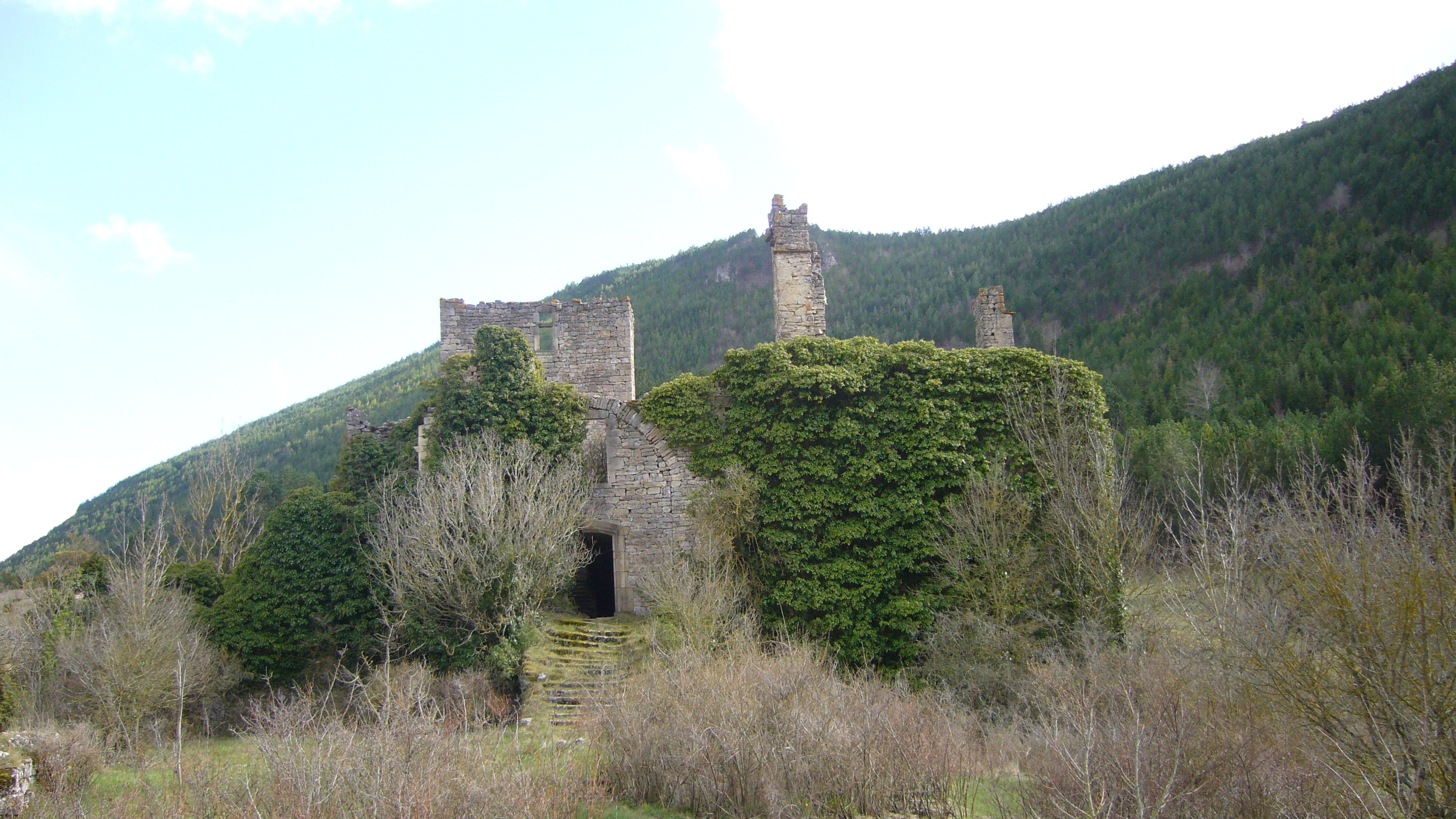
Montialoux vára

- Montialoux vára - a Tourneli báróság birtokához tartozott, a 12. században kezdték el építeni, a Bramon és a Nize völgyét ellenőrizték a várból. 1588-ban, a vallásháborúk idején Gévaudan rendjei elrendelték (sok más várral együtt) a lerombolását, mivel a protestánsok menedékéül szolgált. A rendeletet azonban nem hajtották végre, a várat 1661-ben átépítették. A vár 1786-ig lakóhelyként működött. Charlotte de Lafayette és Chavanhac lovagja ekkor adta el Guillaume Perrier királyi tanácsosnak, de a várat 6 évvel később, a forradalom idején elkobozták. A 20. századra már romos állapotban volt.[3]
- Saint-Bauzile-nek szentelt temploma a 13. században épült román stílusban, a község névadója. A 16-17. században kápolnákkal bővítették ki.[4] Berendezése nagyrészt 18. századi.
- Saint-Alban kápolna - a Truc de Balduc csúcsán áll (1104 m) a 15. században épült kápolna.[5]
- A község területén több útmenti kereszt található: Rouffiacban 1850-ből és 1669-ből; Les Fontsban 1679-ből.[6] A Place de la Fontaine-en álló nagykeresztet 1823-ban emelték.[7]
- Le Falisson település temploma 1882-1895 között épült, a Causse de Sauveterre szétszórt településeinek közadakozásából.[8] Falisson házai a 17-18. században épültek, egy dolmen, valamint egy 17. századi kút is található a településen.
- Les Fontsban egy 1684-ben épült farmépület található.[9] Les Fonts hídja (a Bramon patakon) a 18. század végén épült.[10]
- Rouffiac - római kori település romjai.
- Moulin de Cénaret - 18. századi eredetű vízimalom.
- A községháza az egykori plébánia épületében működik.

## Kapcsolódó szócikk
- Lozère megye községei